# Dumitru D. Botez
Dumitru D. Botez (n. 10 martie 1904 – d. 5 octombrie 1988) a fost un dirijor, compozitor, profesor la Conservatorul Ciprian Porumbescu, azi Universitatea Națională de muzică.

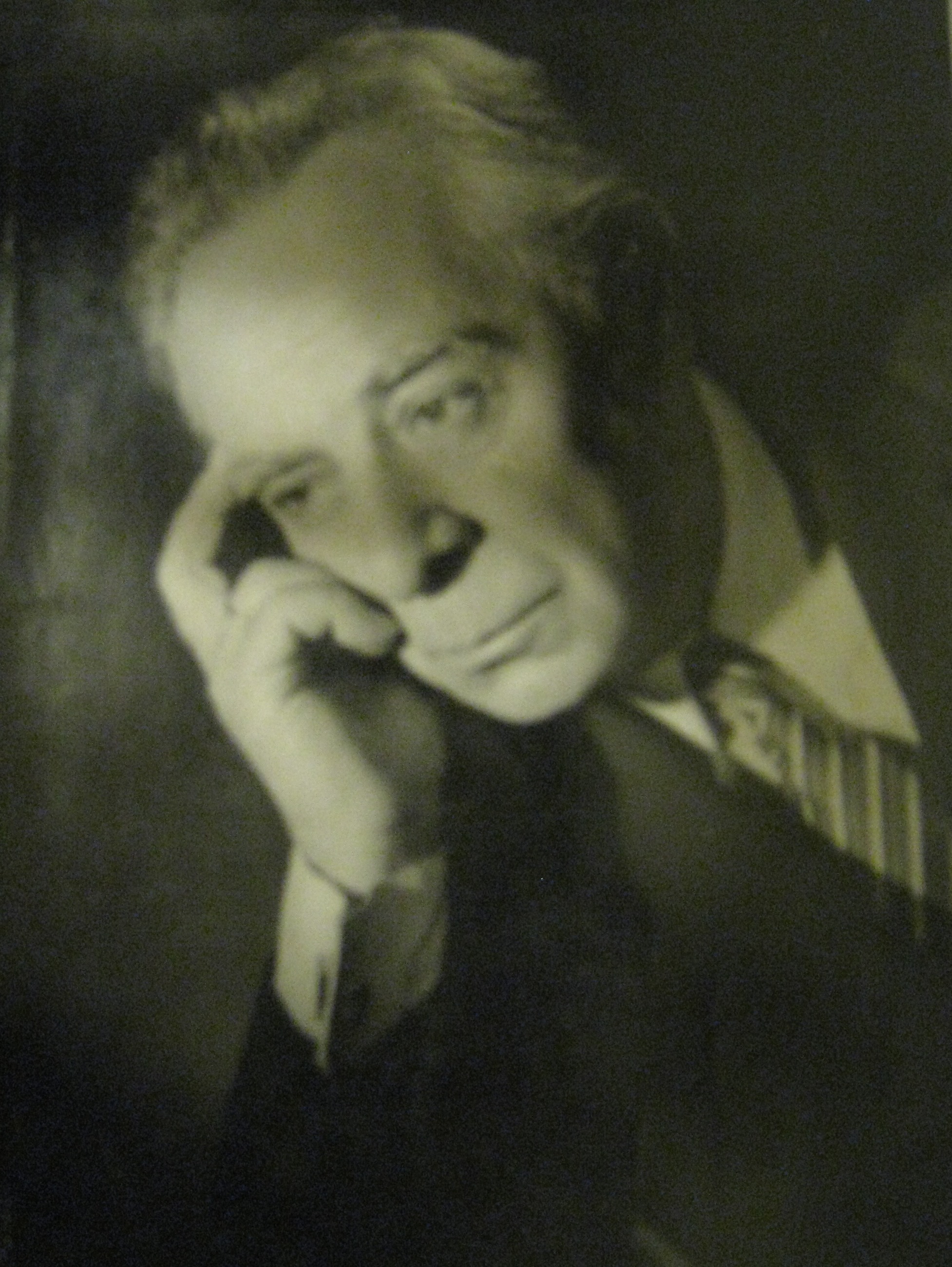
Dumitru D. Botez

## Studii
- 1910-Primele lecții de vioara le-a inceput la 6 ani cu un lăutar,

- Liceul Roman Vodă din Roman -unde l-a avut profesor pe I. Cr. Danielescu

- 1923-1929-Conservatorul de muzică din Iasi, a studiat vioara, fiind absolvent la secția teoretică și instrumentală. A avut ca profesori: pe Athanasie Teodorini și Ludwig Acker - la vioară,

Carol Nosek, Constantin Baciu și Sofia Teodoreanu( fiica compozitorului Gavriil Musicescu și mama lui Ionel Teodoreanu) la teorie- solfegiu, Aspasia Burada Sion – la pian, Alexandru Zirra la compoziție, ( care
era și Directorul Conservatorului ), Ionel Ghiga și Constantin Georgescu la armonie, Nicu Teodorescu la violoncel și muzică de cameră, Gavriil Galinescu la pedagogia muzicii, Vasile Rebega la canto auxiliar,
Antonin Ciolan la ansamblu coral, orchestră și dirijat. Cu el au învățat și Sergiu Celibidache și Emanoil Elenescu. Conservatorul se făcea în 7 ani dar Dumitru Botez l-a făcut in 6.
- 1923-1928-Facultatea de Drept din Iași unde a avut următorii profesori: Dreptul penal și procedură penală cu Vespasian Pella, Dreptul civil cu Tabacovici, Traian Ionașcu, Dimitrie Alexandrescu

și Matei Cantacuzino, economie politică cu A.C. Cuza, Drept cu Eugen Herovanu, pedagogie cu Gavanescul, Dreptul român cu Coroi, Dreptul românesc cu Stefan Berechet. La facultatea de drept se făceau 3 ani , dar Dumitru Botez a făcut 5 din cauza Conservatorului.
- 1923-1927-Înscris la Facultatea de filozofie din Iași a asistat la cursurile lui Ion Petrovici, Petre Andrei și Mihai Râlea care predau respectiv: istoria filozofiei, sociologie comparată și sociologie.

- 1937-Examen de capacitate absolvit Conservatorul cu media 9,23-primul pe țara. A fost absolvent al Seminarului pedagogic universitar din Iași.

## Activitatea
- În liceu a dirijat Corul elevilor din clasele VI-VII-VIII, azi X, XI,XII.
- 1925-Formarea cvartetului instrumental “B”:prima formație instrumentală, fiind student

Mircea Bude vioara I,Ticu Botez vioara a II-a Valentin Bude –viola si Gh. Barbieru –violoncel. Cu această formatie a dat concerte în Roman.
- 1929-Dirijor la Biserica Sf. Voievozi din Roman
- Ianuarie 1931-33: Profesor de muzică vocală la seminarul teologic din Roman și de vioară la scoală normală de băieți Sf. Gheorghe din Roman
- 01.09.1933 -25.05.1945: A intrat prin Concurs la violă în orchestra Radiodifuziunii din Bucuresti. Profesor de muzică la Gimnaziul Comercial Regele Ferdinand din Bucuresti și profesor de muzica la Liceul comercial Marele Voievod Mihai din București.
- 1938-1942: Profesor de muzică la Liceul Militar Nicolae Filipescu de la Manastirea Dealu din Târgoviște.
- 1942-1949: Profesor la Seminarul Pedagogic Universitar Titu Maiorescu din București
- 25.05.1945-01.10.1950: Dirijor al Corului Radio. A dirijat Requiemul de Verdi având la pupitrul orchestrei pe George Enescu
- 1947-1949: Director muzical la Radio
- 1949-membru al Uniunii Compozitorilor
- 01.02.1949-1974: Conferențiar, profesor atestat la catedra de dirijat ansamblul coral al Conservatorul Ciprian Porumbescu din București
- 01.02.1953-01.09.1968: Dirijor al Corului Filarmonicii “George Enescu” din București
- 1953-1968: Dirijor al corului sindicatelor din București
- 1959 -1962 : Rector al Conservatorului Ciprian Porumbescu din București
- 1961-1968: Presedinte al Comitetului  de Cultura și Arta al Municipiului București
- 1969-1986: Sectretar al Biroului de muzică Corala la Uniunea Compozitorilor
- 1970-1987-Presedinte al Societății Profesorilor de Muzică
- 1982-Medalia comemorativă Zoltán Kodály din Budapesta
- 1983-Marele premiu al Uniunii Compozitorilor

A facut parte din jurii naționale și internaționale: Suceava, Praga și la concursuri muzicale.

A  publicat articole în reviste de profil: Muzica, Cercetări de muzicologie  cât și în ziare: Contemporanul, România liberă,Scânteia, Elore, Neuer weg, Steagul rosu, Indrumatorul cultural, etc.

A sustinut conferințe, concerte-lecție, comunicări știintifice, emisiuni radiofonice și de televiziune.

A organizat și condus cursuri de perfectionare pentru dirijorii de cor. A armonizat și aranjat diferite coruri pe care le-a dirijat în concerte publice, emisiuni Radio, spectacole de gală și aniversare.

A realizat la casa de discuri Electrecord două discuri omagiale. A semnat cronici și articole și a depus o activitate de îndrumare  de aproape două decenii a corurilor de amatori din toată țara.

A dirijat 1300 lucrări corale cu Filarmonica  “George Enescu” între care:”Damnațiunea lui Faust” de Berlioz având  la pupitrul orchestrei pe Constantin Silvestri ,Oratoriul “Anotimpurile “ de Haydn, Concert de muzică corală veche, Marea Missa în Si minor și Johannes Passion de Bach, Concert Handel,

## Distincții
- titlul de Artist Emerit al Republicii Populare Române (13 octombrie 1953) „pentru realizări valoroase și activitate rodnică în ramurile artistice”[2]
- Ordinul Muncii clasa a III-a (30 decembrie 1957) „cu prilejul împlinirii a 10 ani de la proclamarea Republicii Populare Romîne și pentru merite deosebite în activitatea cultural-artistică”[3]
- titlul de Maestru Emerit al Artei din Republica Populară Romînă (18 august 1964) „pentru merite deosebite în activitatea desfășurată în domeniul teatrului, muzicii, artelor plastice și cinematografiei”[4]
- Ordinul „Meritul Cultural” clasa a II-a (12 septembrie 1968) „cu prilejul împlinirii a 100 de ani de la înființarea Filarmonicii «George Enescu» din București, [...] pentru merite deosebite în activitatea muzicală”[5]
- Ordinul „Meritul Cultural” clasa I (28 mai 1974) „pentru activitate îndelungată și merite deosebite în domeniul creației muzicale [...], cu prilejul împlinirii vîrstei de 70 de ani”[6]

## Activitatea componistică
- 1931:Foaie verde de mohor-prelucrări de folklore,
- 1933- În temeiul codrului -prelucrări de folklore, Lăutaru-muzică vocală
- 1935-Cântec de drumeție -prelucrări de folklor
- 1939-Frunză verde dintre vii -prelucrări de folklor
- 1940-Pe sub poale de pădure- prelucrări de folklor
- 1944-84-Antologie- prelucrări  de folklor
- 1947-Elegie de toamnă-prelucrări de folklore, Și dacă ramuri bat în geam-lied pt voce și pian
- 1961-Să ne jucăm cântând-prelucrări de folklor
- 1971-Album de coruri-prelucrări  de folklor
- 1972-Cantece pentru tineret-prelucrări  de folklor
- 1973-4 cântece populare pt. jud. Sibiu-prelucrări  de folklor
- 1974-Triptic arădean-prelucrri  de folklore

## Lucrări teoretice și didactice
- 1955-Îndrumări pentru dirijorii corurilor de amatori
- 1960-Album de coruri clasice și preclasice
- 1961-Album de coruri mixte și bărbătești, Piese corale din muzica universală
- 1963-Album de coruri preclasice
- 1982-vol I-Tratat de cânt și dirijat coral
- 1986-vol II- Tratat de cânt și dirijat coral